# Neuve-Chapelle Farm Cemetery
Neuve-Chapelle Farm Cemetery is een Britse militaire begraafplaats met gesneuvelden uit de Eerste Wereldoorlog, gelegen in de Franse plaats Neuve-Chapelle (Pas-de-Calais). De begraafplaats ligt 650 m ten noordwesten van het dorpscentrum. Ze heeft een langwerpig rechthoekig grondplan met een oppervlakte van 585 m² en wordt omgeven door een natuurstenen muur. Het Cross of Sacrifice staat centraal vooraan bij de toegang. De begraafplaats wordt onderhouden door de Commonwealth War Graves Commission. Er liggen 66 doden begraven.
In dezelfde gemeente bevinden zich ook het Neuve-Chapelle British Cemetery en het Neuve-Chapelle Memorial.

## Geschiedenis
Het dorp gaf haar naam aan de slag die begon op 10 maart 1915, waarbij het dorp werd veroverd door het IV en het Indian Corps. De begraafplaats werd tijdens deze slag bij Neuve-Chapelle door het 13th London Regiment (The Kensingtons) aangelegd .
Er liggen 66 Britten (waaronder 31 niet geïdentificeerde). Voor 13 slachtoffers werden Special Memorials opgericht omdat hun graven niet meer gelokaliseerd konden worden en men aanneemt dat ze zich onder de naamloze graven bevinden.

## Onderscheiden militair
- W. Hunter, schutter bij de Royal Irish Rifles werd onderscheiden met de Distinguished Conduct Medal (DCM).